# باتريشيا كلاب
باتريشيا كلاب (بالإنجليزية: Patricia Clapp)‏ (9 يونيو 1912، بوسطن في الولايات المتحدة - 10 ديسمبر 2003)؛ كاتبة للأطفال وروائية أمريكية.